# Lago Riñihue
Lago Riñihue är en sjö i Chile.   Den ligger i regionen Región de Los Ríos, i den södra delen av landet, 700 km söder om huvudstaden Santiago de Chile. Lago Riñihue ligger 107 meter över havet. Arean är 78 kvadratkilometer. Den sträcker sig 16,1 kilometer i nord-sydlig riktning, och 24,3 kilometer i öst-västlig riktning.
Följande samhällen ligger vid Lago Riñihue:
- Riñihue (243 invånare)

I omgivningarna runt Lago Riñihue växer i huvudsak blandskog. Runt Lago Riñihue är det glesbefolkat, med 11 invånare per kvadratkilometer.